# Teri Toi
Teri Toi és un riu del districte de Kohat al Panjab format per la unió de dos rierols que s'uneixen a uns 15 km a l'oest de la ciutat de Teri (ciutat). El riu corre en direcció cap a l'est per una vall estreta a través de muntanyes fins que s'uneix a l'Indus a 33° 17′ N, 71° 44′ E / 33.283°N,71.733°E prop de Mokhad.